# Нићифор Влемид
Нићифор Влемид је био истакнути византијски научник и хроничар никејског периода.

## Биографија
Нићифор Влемид је био учитељ Георгија Акрополита и Теодора II Ласкариса, активан у периоду владавине царева Јована III Ватаца (1222—1254) и Теодора II Ласкариса (1254—1258).

## Дјела
Његова најпознатија дијела су двије аутобиографије, написане 1264. и 1265. године. Његове биографије су упитног значаја за уопштена политичка и друштвена догађања у датом периоду с обзиром да се фокусирају, у облику самохвале, на аутора. Историјски значај Влемидових аутобиографија се огледа у приказивању прилика унутар двора и цркве Никејског царства. 
Поред аутобиографија, сачувана су писма упућена цару Теодору II Ласкарису, те спис о дужностима цара, написан за потребе истога владара. 
Нићифор Влемид је писао и политичке стихове, без нарочите историјске вриједности. 
Поред ових радова оставио је више научних расправа.